# Schloss Mergenthau
Das barocke Schloss Mergenthau liegt etwa einen Kilometer nördlich von Kissing im Landkreis Aichach-Friedberg (Schwaben) am Lechrain. Das ehemalige „Tusculum“ (Landhaus) der Augsburger Jesuiten dient bis heute als landwirtschaftlicher Gutsbetrieb.

## Geschichte

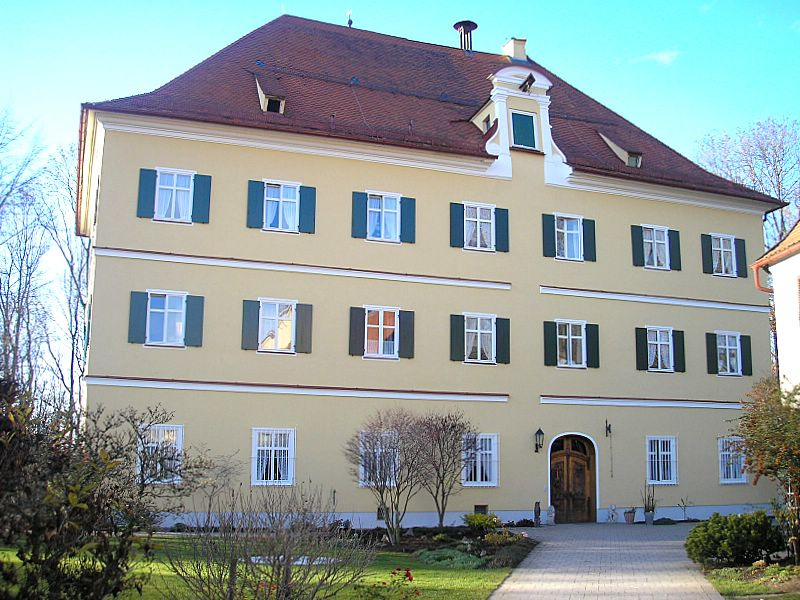
Der Hauptbau von Osten

Das heutige Schlossgut wird von den Wallanlagen einer großen hochmittelalterlichen Burganlage umschlossen. Die Burg entstand wahrscheinlich in der ersten Hälfte des 11. Jahrhunderts zum Schutz der in der Nähe der Stadt Augsburg gelegenen welfischen Besitzungen. Eine besondere Bedeutung erhielt die Wehranlage durch ihre Nähe zum Gunzenle, der legendären Versammlungsstätte auf dem Lechfeld. Die Veste dürfte 1078/79 zerstört worden sein, wurde anschließend aber wieder instand gesetzt.
Welf VI. starb 1191 als letzter seines Stammes. Ein Teil des Erbes fiel an seinen Freund und mutmaßlichen Verwandten Udalskalk, der damals Bischof von Augsburg war. Der Bischof übergab Mergenthau kurz vor seinem Tod an das Hochstift Augsburg.
1249 erscheint die bischöfliche Burg als „castro nostro Mergatowe“ in einer Urkunde. 1296 wurde Mergenthau während einer Fehde Herzog Rudolfs von Bayern mit dem Bistum eingenommen und verwüstet. Nach dem Entsatz durch Augsburger Truppen baute man die Burg wieder auf. 1372 zerstörten die Bayern die Anlage nochmals. Die Ruinen wurden in der Folge als willkommener Steinbruch ausgeschlachtet. Im Burgareal und in der Umgebung siedelten sich Bauernfamilien an, die den zugehörigen Grundbesitz bewirtschafteten. 1147 wird ein Hans Meuting erwähnt. 1561 erhielt Hans Holzkirchner den Stiftshof im Burgstall. 1602 war Wilhelm Weikmann „Paur zu Mergenthaw“ (Kissinger Urbar). „Weilln dieser Hof vor diesem ain Burgstall gewesen…“ war die Bevölkerung des nahen Kissing zum Frondienst auf dem Hof verpflichtet („Hewen, Mehen und schneiden“).
1642/50 kam der Besitz auf dem Tauschweg an das Augsburger Jesuitenkolleg St. Salvator, die den Mergenthauer „Sedlhof“ verpachteten. Im Jahr 1695 wurde ein nicht näher bezeichneter Hof zu Mergenthau an einen Bauern aus Aindling verkauft.
1703 beklagten sich die Jesuiten, dass ihr Gut in Kissing, „aus dem das Collegium gänzlich seinen Lebensunterhalt bezieht…zweimal von den Kaiserlichen und den Holländern/Engländern geplündert“ worden sei. Die Bewohner konnten sich jedoch in Sicherheit bringen. (Spanischer Erbfolgekrieg).
Wahrscheinlich waren die vorangegangenen Zerstörungen der Anlass für den barocken Neubau des „Jesuitenschlosses“. 1713 begannen die Bauarbeiten. Bereits zwei Jahre später war der Bau bezugsfertig. Gleichzeitig entstand das Schlösschen in Kissing als Sitz des Richters der Hofmark Kissing.
Das Landhaus zu Mergenthau kostete insgesamt 17.455 Gulden und 55 Kreuzer. Der Entwurf stammte von Hans Georg Mozart, einem Verwandten von Wolfgang Amadeus Mozart. Die Originalrechnungen sind durch eine Abschrift überliefert.
1722 fügte man eine Scheune und eine Wagenremise hinzu.
Die ursprüngliche Ausstattung der beiden „Bauhöfe“, also des Landhauses und des Schlösschens, ist durch das erhaltene Inventar gut dokumentiert. Die Räume waren mit Gemälden und Stichen dekoriert, die Kapelle im Erdgeschoss (Mergenthau) besaß drei Altäre und eine „Kapelleneinrichtung“. Auch die Keller waren reich mit Wein, Bier und sonstigen Vorräten bestückt. Bemerkenswert ist, dass auch die Gesinderäume mit Gemälden und Kupferstichen ausgestattet waren, auch eine eigene Küche stand dem Personal zur Verfügung. Die Betten waren allerdings nur mit einfachen Strohsäcken versehen. Das wertvollste Stück der ehemaligen Ausstattung war ein großes Marienbild (2,07 × 1,43 Meter) des Augsburger Meisters Hans Burgkmaier (um 1500). Das Werk befand sich noch 1865 im Schloss, wurde jedoch 1906 in den Kunsthandel gegeben und hängt heute in einer Schweinfurter Privatsammlung. In Mergenthau erinnert noch eine gute Kopie aus der ersten Hälfte des 19. Jahrhunderts an die „Madonna auf der Rasenbank“.
Nach der Auflösung des Jesuitenordens gelangte das Anwesen 1773 an die „Fromme Stiftung“ in Augsburg, die es 1776 an den Katholischen Studienfonds weitergab. 1808 ließ der Studienfonds die Ausstattung versteigern, ein Jahr später auch die Gebäude. Auf dem Tauschweg erwarb der Freiherr von Münch das Gut. 1811 wird Sigmund Freiherr von Riedheim auf Harthausen als Besitzer genannt. Anschließend wechselten die Eigentümer noch zweimal, bis 1828 Andreas Samm das ehemalige Jesuitenschloss erwarb. Seine Nachfahren bewirtschaften das Schlossgut bis heute. Auf dem Gelände finden regelmäßig Veranstaltungen und Märkte statt. Im Wirtschaftsteil wurde 2006 die „Hiasl-Erlebniswelt“ eingerichtet. Der bekannte Wilderer und Räuberhauptmann Matthias Klostermayr, der „Bairische Hiasl“, wurde 1736 in Kissing geboren und diente den Jesuiten zweieinhalb Jahre als Jagdgehilfe, bis er wegen eines Faschingsscherzes in Ungnade fiel.

## Baubeschreibung

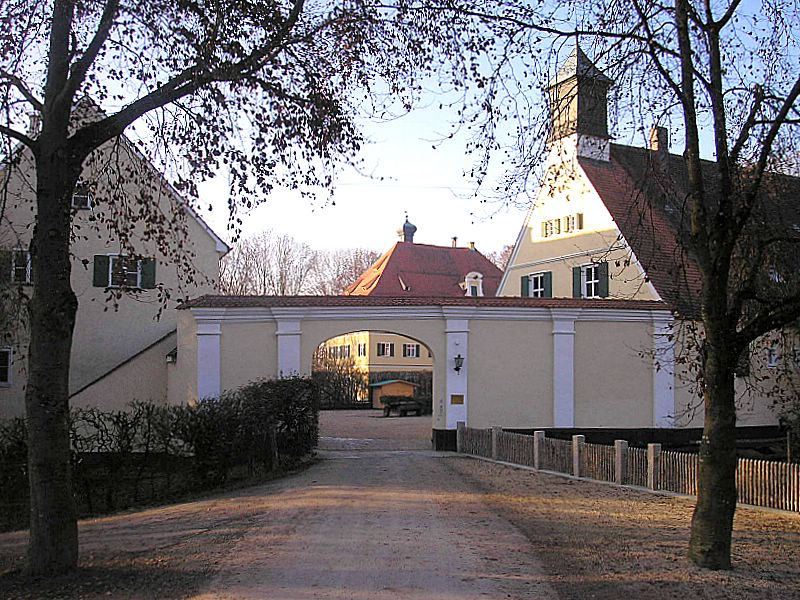
Blick von der Vorburg zum Schlosseingang

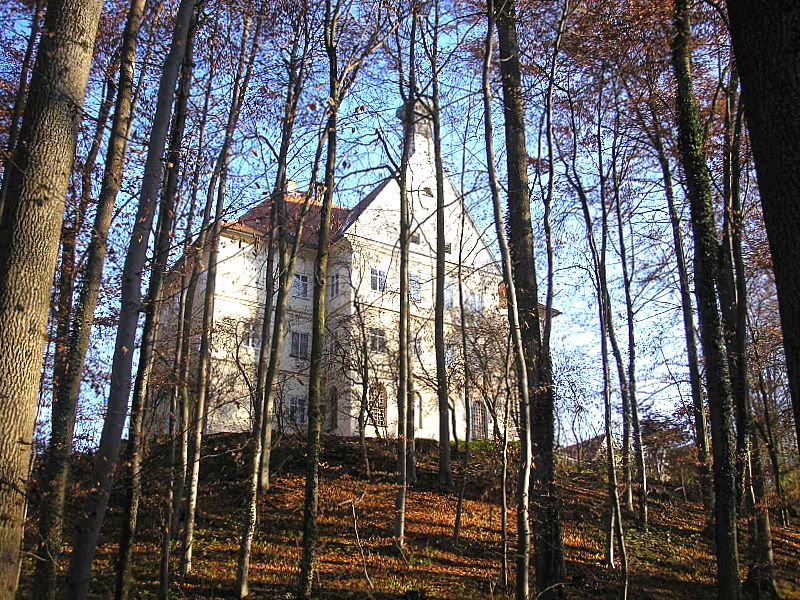
Die ehemalige Schauseite gegen das Lechtal

Das Schlossgut liegt etwa 20 m über dem Tal auf einem Sporn der Lechleite. Etwa 150 Meter nördlich lassen sich die Wälle einer frühmittelalterlichen Wallanlage im Gelände verfolgen. Der Ringwall im Ottmaringer Holz dürfte in seiner letzten Ausbaustufe eine der kleineren Ungarnschutzburgen auf der rechten Lechseite gewesen sein, die bereits Widukind von Corvey in seiner Chronik erwähnte.
Auch die Wälle und Gräben der welfischen und bischöflichen Vorgängerburgen des Schlosses sind noch weitgehend erhalten. Die beiden Bodendenkmäler werden durch einen Geländeeinschnitt und einen kleinen See getrennt. Die Wallanlagen sind bis zu fünf Metern hoch, jedoch durch einige Durchbrüche gestört. Im Osten schützte ein Halsgraben vor der Vorburg die Veste, auf den anderen Seiten fällt das Gelände mäßig steil ab. Im Norden und Westen springen zwei mutmaßliche Turmstellen zungenförmig aus. Der Südteil der ehemaligen Vorburg ist – dem Gelände folgend – vorgezogen. Vom Halsgraben zwischen der Haupt- und der Vorburg sind nur noch der südliche Auslauf und eine flache Mulde zu erkennen.
Die Wirtschaftsgebäude umschließen das Areal der ehemaligen Kernburg nahezu vollständig. Im Südosten gewährt ein Tor Einlass. Der villenartige Hauptbau steht über dem Nordosteck, was wohl durch die Wiederverwendung der Fundamente der mittelalterlichen Burg zu erklären ist. Drei Geschosse werden von einem erneuerten Walmdach abgeschlossen. Nach Westen springt ein Risalit aus, der ehemals durch einen Volutengiebel abgeschlossen und von einem Zwiebeltürmchen bekrönt wurde. Die Gliederung ist heute verstümmelt, der Gesamteindruck der ehemaligen Schauseite eher nüchtern. Der Blick vom Lechtal ist heute allerdings durch den Wald verstellt.
Der Haupteingang liegt gegenüber auf der Ostseite, ist aber nicht in der Mittelachse angelegt, sondern in die dritte nördliche Fensterachse verschoben. Die geschnitzte Türe stammt von etwa 1770. Darüber durchbricht ein kleiner, volutengeschmückter Zwerchgiebel die Dachfläche, der ehemals als Lastenaufzug diente. Die Geschosse werden durch Gesimsbänder getrennt. Hier auf der Ostseite hat sich die originale Fassadengliederung wesentlich besser erhalten als im Westen.
Im Inneren konnten noch Reste der ursprünglichen Ausstattung bewahrt werden. Die ehemalige Kapelle besitzt noch die ursprüngliche Stuckdekoration Matthias Lotters von 1714. Man erkennt vor allem pflanzliche Motive, aber auch Engel und Engelsköpfe. Das Deckenfresko schuf Vitus Felix Rigl im Jahre 1769. Es ersetzte das ursprüngliche Bild eines „Malers aus Haunstetten“, über das sonst nichts weiteres bekannt ist. Rigls Gemälde zeigt den hl. Wendelin betend vor den Herzen Jesu und Mariens. Ortsgeschichtlich besonders wertvoll sind die Darstellungen des Schlosses, der Pfarrkirche und der Burgstallkapelle im Hintergrund. Auch das erhaltene Fresko im Hauptsaal im zweiten Stockwerk stammt aus der Hand des Dillinger Meisters. Christus ist im Hause des Reichen dargestellt. Der wenig bekannte Rigl weist sich durch seine beiden Mergenthauer Arbeiten als begabter Freskant aus, dessen Arbeiten auch eine beachtliche dekorative Wirkung erzielen.
Das Gelände der geräumigen Vorburg wird ebenfalls für den Gutsbetrieb genutzt. Im Süden befinden sich einige Kleintiergehege.
Das Bayerische Landesamt für Denkmalpflege verzeichnet die Erdwerke der Vorgängeranlage des Schlosses als mittelalterlichen Burgstall unter der Denkmalnummer D 7-7631-0060.

## Der Erdstall „Wichtelenloch“
Unmittelbar neben dem Schlossbezirk wurde um 1800 ein verzweigtes Stollensystem entdeckt, das in den festen Sand der Lechleite gegraben wurde. Die Anlage trägt die Merkmale eines typischen Erdstalles. Die neuere Forschung sieht in den Erdställen eine im entfernten Sinne kultische Bedeutung im Zusammenhang mit frühchristlichen Jenseitsvorstellungen.
Im Kissinger Gemeindebereich haben sich gleich drei derartige Anlagen erhalten. Neben dem „Wichtelenloch“ im „Katzensteig“ sind auch der „Petersberg“ und der „Kirchberg“ in dieser Weise unterminiert.
Der Eingang zum „Wichtelenloch“ musste nach dem Zweiten Weltkrieg verschlossen werden, da die engen Gänge ein beliebter, aber lebensgefährlicher Spielplatz der Dorfjugend waren. Der Erdstall wurde jedoch bereits im 19. Jahrhundert mehrmals wissenschaftlich untersucht und aufgenommen.
Der Eingangstollen ist nur etwa 0,60 bis 1,10 Meter hoch. Ein eingedrungener Feind konnte sich deshalb nur kriechend bzw. gebückt vorwärts bewegen. Nach ungefähr 15 Meter kann man sich aufrichten. Der Gang ist hier bis zu 1,76 Meter hoch und einen Meter breit. Kurz vor seinem Ende zweigt ein – nochmals etwa 15 Meter langer – Seitengang nach Norden ab. Zwei weitere kurze Seitenstollen hinter dem Eingang enden in kleinen Kammern. In die Seitenwände sind einige Lichtnischen eingearbeitet.